# Paço dos Duques de Bragança (Lisboa)
O Paço dos Duques de Bragança foi construído no século XV, em Lisboa, por D. Afonso, 1.º duque de Bragança. No dia 1 de Novembro de 1755, o grande terramoto e o subsequente incêndio que vitimou a cidade de Lisboa, destruíram boa parte do edificado.

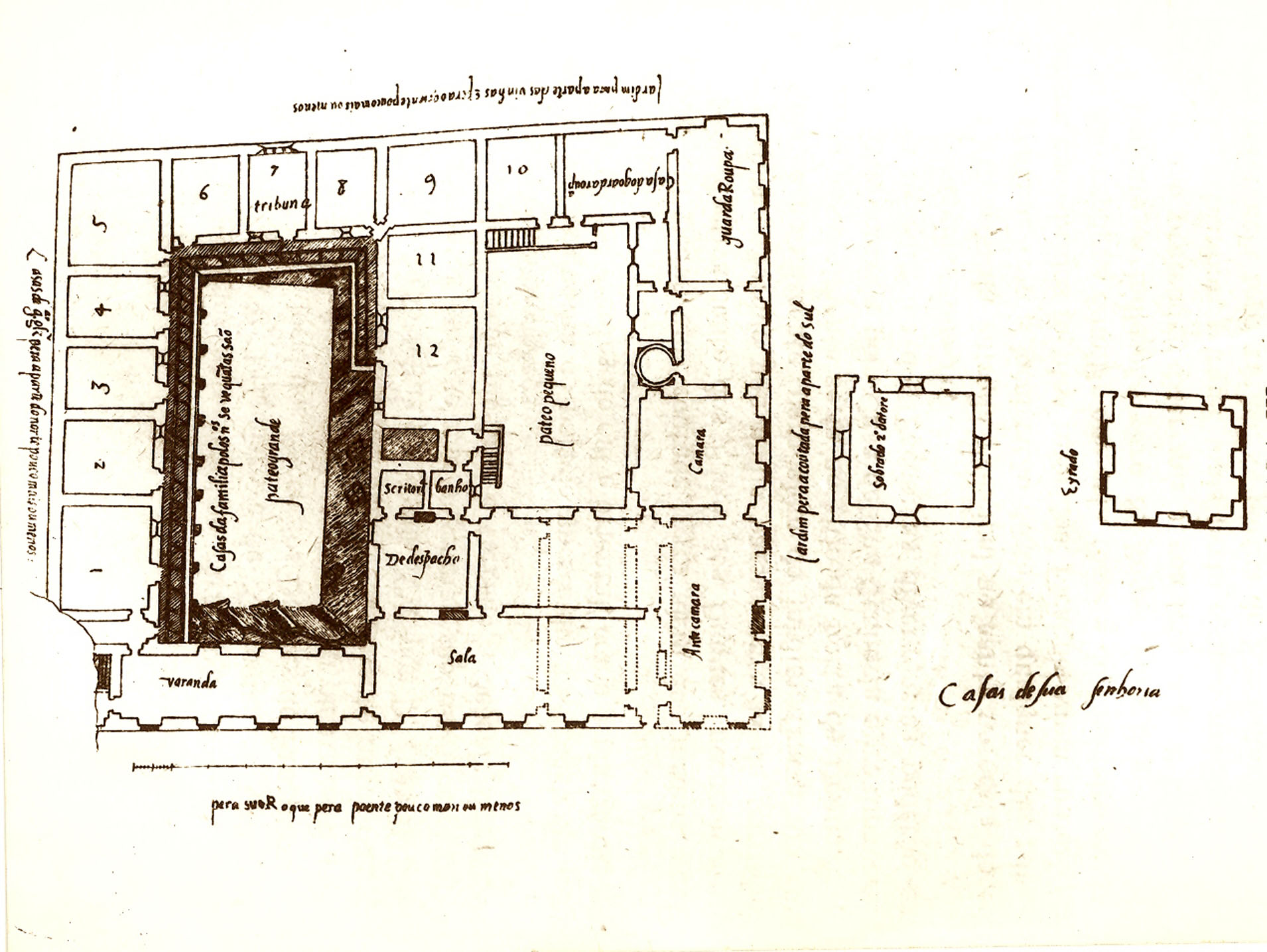
Paço dos Duques de Bragança em Lisboa.
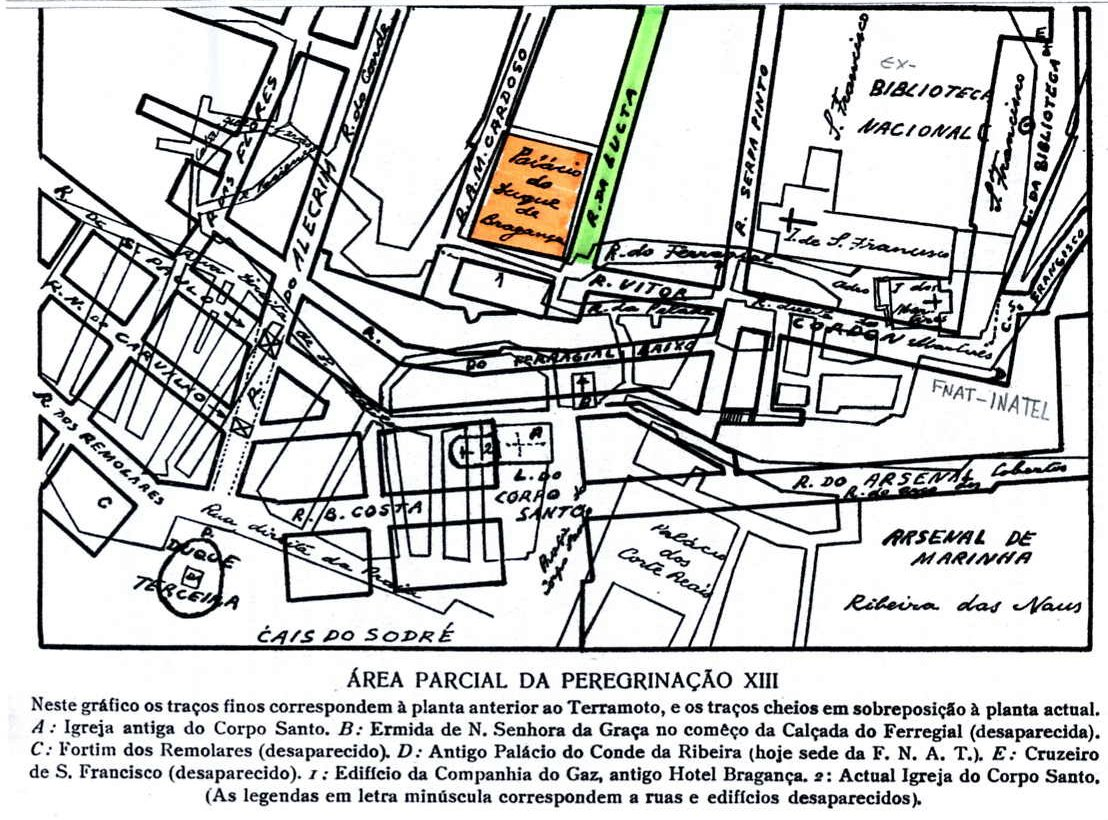
Paço dos Duques de Bragança em Lisboa.